# What Is Love
«What Is Love» es el primer sencillo del grupo masculino EXO, interpretado por los subgrupos EXO-K y EXO-M. Está disponible en los idiomas Coreano y Mandarín. La canción fue lanzada como sencillo digital el 30 de enero de 2012, bajo S.M. Entertainment. Fue incluida en el EP debut MAMA.

## Lanzamiento y promoción
«What Is Love» fue escrita por Teddy Riley, Yoo Young-jin, DOM y Richard Garcia. La versión en coreano fue interpretada por D.O. y Baekhyun del subgrupo EXO-K y la versión en mandarín por Chen y Luhan de EXO-M. Los vídeos musicales de la canción fueron lanzados en YouTube el 30 de enero de 2012, en el mismo día que la canción estuviera disponible para descargar.
D.O. y Baekhyun cantaron por primera vez la versión en coreano durante el escaparate de EXO el 31 de marzo de 2012 en Seúl, Corea del Sur, seguido por la actuación en mandarín de Chen y Luhan durante el segundo escaparate del grupo en Pekín, China, el 1 de abril.

## Vídeo musical
Dos vídeos de «What Is Love» fueron lanzados en YouTube el 30 de enero de 2012, en el canal oficial de S.M. Entertainment, SMTOWN. Cada vídeo, aunque fue grabado en dos versiones diferentes, aparecieron todos los miembros de EXO mediante en los teasers que fueron lanzados anteriormente por la empresa.

## Posicionamiento
| Gráfico (2012)               | Mejores posiciones |
| ---------------------------- | ------------------ |
| Gaon Singles chart           | 110                |
| Gaon Local Singles chart     | 102                |
| Gaon Streaming Singles chart | 118                |
| Gaon Download Singles chart  | 95                 |